# Kaple svatého Jana Nepomuckého (Domamyslice)
Kaple svatého Jana Nepomuckého je katolická sakrální stavba v Domamyslicích, části města Prostějova.
Kaple pochází z roku 1815. V roce 1834 ji postihl požár, ale záhy byla opravena. Při opravě se v báni našla listina o založení kaple a kronika obce Domamyslic. Před vstupem stojí kříž a socha Panny Marie s růžencem (r. 1899). Místo spravuje Římskokatolická farnost Mostkovice.